# GuardiaN
Ладислав „GuardiaN” Ковач (мађ. Ladislav Kovács; Коморан, 9. јул 1991)  је професионални играч игре Counter-Strike: Global Offensive. Сматра се једним од најбољих снајпериста у игри. Већи део своје каријере је провео у организацији Natus Vincere.

## Каријера
GuardiaN је почео да игра Counter Strike након што му је брат купио игру. Убрзо је схватио да је много бољи од осталих и почео да се такмичи. 
Прелази на игру Counter-Strike: Global Offensive 2012. године. Играо је за тимове myDGB.net, ePz, TCM-Gaming и 3DMAX. 
Добре партије су му обезбедиле уговор са организацијом Virtus.pro. Најбољи резултат са тимом је остварио на турниру RaidCall EMS One Summer 2013 Finals, где су освојили друго место.
Напушта тим и придружује се организацији Natus Vincere. Са овим тимом је провео четири године, али након низа лоших резултата и неуспеха на мејџору, он прелази у организацију Faze Clan.  Са тимом Faze Clan је био најближи освајању мејџора, али су доживели шокантан пораз у финалу од тима Cloud 9 на турниру ELEAGUE Major 2018.. 
Није био задовољан игром тима и враћа се у Natus Vincere. Након пар лоших резултата, у односу на очекивања, он бива постављен на клупу за резервне играче.
Од тада је без организације.

## Запажени резултати
- на AMD Sapphire CS:GO Invitational[11]
- на RaidCall EMS One Summer 2013 Finals[4]
- на SLTV StarSeries VI Finals[12]
- на SLTV StarSeries VIII Finals[13]
- на SLTV StarSeries IX Finals[14]
- на SLTV StarSeries X Finals[15]
- на Game Show Season 1 Finals[16]
- на ESL Pro League Winter 2014/15 Finals[17]
- на DreamHack Open Summer 2015[18]
- на SLTV StarSeries XIII Finals[19]
- на ESWC 2015[20]
- на DreamHack Open Cluj-Napoca 2015[21]
- на IEM San Jose 2015[22]
- на DreamHack ZOWIE Open Leipzig 2016[23]
- на Counter Pit League Season 2 Finals[24]
- на MLG Columbus 2016[25]
- на DreamHack Masters Malmö 2016[26]
- на ESL One New York 2016[27]
- на ESL One Cologne 2017[28]
- нa ELEAGUE CS:GO Premier 2017[29]
- на ESL One New York 2017[30]
- на IEM Oakland 2017[31]
- на BLAST Pro Series Copenhagen 2017[32]
- на ECS Season 4 Finals[33]
- на ELEAGUE Major 2018[7]
- на IEM Katowice 2018[34]
- на IEM Sydney 2018[35]
- на ESL One Belo Horizonte 2018[36]
- на EPICENTER 2018[37]
- на ELEAGUE CS:GO Invitational 2019[38]
- на BLAST Pro Series Miami 2019[39]
- на BLAST Pro Series Los Angeles 2019[40]
- на DreamHack Masters Malmö 2019[41]
- на BLAST Pro Series Copenhagen 2019[42]
- на ESL Pro League Season 10 Finals[43]

## Награде и признања

### Рангирање
- 10. у свету 2013. године[44]
- 11. у свету 2014. године[45]
- 2. у свету 2015. године[2]
- 17. у свету 2016. године[46]
- 9. у свету 2017. године[47]
- 11. у свету 2018. године[48]

### МVP
- Game Show Season 1 Finals[49]
- ESL Pro League Winter 2014/15 Finals[50]
- SLTV StarSeries XIII Finals[51]
- ESWC 2015[52]
- IEM San Jose 2015[53]
- Counter Pit League Season 2 Finals[54]
- IEM Sydney 2018[55]
- ELEAGUE CS:GO Invitational 2019[56]